# Nephrolepidaceae
Las nefrolepidáceas (nombre científico Nephrolepidaceae), con su único género Nephrolepis, son una familia de helechos del orden Polypodiales, en la moderna clasificación de Christenhusz et al. 2011. La familia no existía en su predecesor sistema de Smith et al. (2006), que tenía a su único género dentro de Lomariopsidaceae.

## Taxonomía
La clasificación más actualizada es la de Christenhusz et al. 2011 (basada en Smith et al. 2006, 2008); que también provee una secuencia lineal de las licofitas y monilofitas.
- Familia 44. Nephrolepidaceae Pic.Serm., Webbia 29: 8 (1975).

1 género (Nephrolepis). Referencias: Hennequin et al. (2010), Hovenkamp & Miyamoto (2005).
Nota: El género Nephrolepis siempre fue dificultoso de ubicar. Ha sido antes asociado a Davalliaceae y a Oleandraceae (Kramer & Green 1990). Smith (2006a, 2008) lo ubica en Lomariopsidaceae, que comparte con él las pinas articuladas. Esta asociación no es satisfactoria sin embargo porque su exacta ubicación filogenética todavía es incierta. Por eso nosotros lo ubicamos tentativamente en su propia familia hasta que haya más datos disponibles.

## Caracteres
Con las características de Pteridophyta.